# 企鵝推冰
《企鵝推冰》是由世嘉於1982年所研發的街機遊戲。

## 遊戲概要
玩家用搖桿操控著一個在南極生活的紅色企鵝，這隻企鵝就是這遊戲的主角「彭哥」（Pengo）。彭哥可以推動冰塊，將傷害牠的敵人「思諾比」（Sno-Bee）給壓扁。
彭哥一次僅能推動一塊冰塊，若彭哥一次推動兩塊冰塊時，離彭哥最近的冰塊會融化。倘若這個冰塊藏著思諾比的卵，彭哥吃掉可獲得額外分數，思諾比的卵傷害不了彭哥，但孵化後的思諾比可直接傷害彭哥，使玩家失去一次生命機會。
孵化後的思諾比，攻擊性較強，牠們也能兩隻手推冰，或者可以將冰塊給融化。因此思諾比也有可能走著捷徑，找出最近的路線傷害彭哥。

### 分數計算
如果彭哥推動冰塊壓死思諾比，一次壓死的次數越多，分數也就越高。
- 一次壓死一隻思諾比，可得400分。
- 一次壓死二隻思諾比，可得1,600分。
- 一次壓死三隻思諾比，可得3,200分。
- 一次壓死四隻思諾比，可得6,400分。

彭哥每融化一塊冰塊，可獲得30分的分數。倘若彭哥一併吃掉思諾比的卵，還可獲得500分的分數。
畫面四周的牆壁，玩家可以面對著這些牆壁，讓牆壁產生電流，讓最靠近該牆的思諾比麻痺一下子，此時的思諾比沒有傷害能力，彭哥吃掉該思諾比，可獲得100分的分數。
另外，玩家在進行每一關卡時，若能順利過關，關卡秒數的長短，影響著額外加分的多寡。
- 20秒以內過關，可額外獲得5,000分的成績。
- 20秒到29秒過關，可額外獲得2,000分的成績。
- 30秒到39秒過關，可額外獲得1,000分的成績。
- 40秒到49秒過關，可額外獲得500分的成績。
- 50秒到59秒過關，可額外獲得10分的成績。
- 超過60秒過關，不給分。

### 鑽石冰塊
鑽石冰塊（diamond）是方形冰塊內有菱形圖案的冰塊，思諾比與彭哥都不能融化。但是彭哥還是可以推動鑽石冰塊，壓死思諾比。而彭哥也不能一次推動面對著牠的兩個鑽石冰塊，或者面對著牠最近的一個鑽石冰塊，與普通冰塊。
在每個關卡中都有三個鑽石冰塊。倘若玩家能夠將這三個磚塊連續橫著或直的放置，可先獲得額外10,000的分數後，思諾比會被麻痺一下子，當然此時彭哥就可以吃掉被麻痺的思諾比，與電流牆一樣的效果，但效果更好。

## 背景音樂
每個關卡進行中的背景音樂，均採用電子音樂《爆米花》。而每兩關過關，由一堆企鵝出來「表演」的「企鵝舞」，採用貝多芬所創作的《第九交響曲之歡樂頌》。